# Wendy Finerman
Wendy Finerman est une productrice de cinéma américaine née le 2 août 1961 en Californie.

## Biographie
Wendy Finerman fait des études à Philadelphie, à la Wharton School, une école de commerce faisant partie de l'Université de Pennsylvanie. Après son diplôme en 1982, elle entre chez The Movie Channel (en) à New York, puis travaille à Universal Television. En 1985 elle rejoint Steve Tisch et devient vice-présidente de sa société de productions. En 1988, elle crée sa propre société de production, Wendy Finerman Productions,.

## Filmographie
- 1988 : Hot to Trot de Michael Dinner
- 1994 : I Like It Like That de Darnell Martin
- 1994 : Forrest Gump de Robert Zemeckis
- 1996 : Le Fan de Tony Scott
- 1997 : Le Mystère des fées : Une histoire vraie de Charles Sturridge
- 1998 : Ma meilleure ennemie de Chris Columbus
- 2001 : Sugar & Spice de Francine McDougall (en)
- 2002 : Drumline de Charles Stone III (en)
- 2006 : Le Diable s'habille en Prada de David Frankel
- 2007 : P.S. I Love You de Richard LaGravenese
- 2012 : Recherche Bad Boys désespérément de Julie Anne Robinson

## Distinctions
- Oscars 1995 : Oscar du meilleur film pour Forrest Gump, conjointement avec Steve Starkey et Steve Tisch
- BAFTA 1995 : nomination de Forrest Gump pour le BAFA du meilleur film